# Chiarissimo Falconieri Mellini
Chiarissimo (Clarissimo) Falconieri Mellini (ur. 25 września 1794 w Rzymie, zm. 22 sierpnia 1859 w Rawennie) – włoski duchowny katolicki, kardynał, arcybiskup Rawenny, Kamerling Świętego Kolegium Kardynałów.

## Życiorys
Pochodził z arystokratycznej rodziny. Święcenia kapłańskie przyjął 19 września 1818. 3 lipca 1826 został wybrany arcybiskupem Rawenny. Sakrę otrzymał 15 sierpnia 1826 w Rzymie z rąk papieża Leona XII (współkonsekratorami byli arcybiskup Filippo Filonardi i biskup Niccolò Antonio Giustiniani). 12 lutego 1838 Grzegorz XVI wyniósł go do godności kardynalskiej. Wziął udział w konklawe wybierającym Piusa IX.
W 1859 został Kamerlingiem Świętego Kolegium Kardynałów.